# Imperial Valley Solar
Imperial Valley Solar — фотоэлектрическая станция общей мощностью 200 МВт. Расположена в округе Импириал, штат Калифорния, США. Строительство ведется с 2011 года. Первая очередь была завершена в 2013 году. С августа того же года Imperial Valley Solar поставляет электричество потребителям. После окончания строительства мощность станции должна составить 500 МВт.
Изначально планировалось, что электростанция будет использовать технологию концентрированной солнечной энергии. Однако девелопер AES Solar на этапе проектирования предпочел фотоэлектрическую технологию. Для производства электричества станция использует фотоэлектрические модули на основе монокристаллического кремния.
Imperial Valley Solar наряду с другими проектами возобновляемой энергии реализуется в рамках цели штата Калифорния — обеспечить получение 33 % потребляемой электроэнергии из возобновляемых источников к 2020 году.

## Производство электричества
| Год   | Янв    | Фев    | Мар    | Апр    | Май    | Июн    | Июл    | Авг    | Сен    | Окт    | Ноя    | Дек    | Всего   |
| ----- | ------ | ------ | ------ | ------ | ------ | ------ | ------ | ------ | ------ | ------ | ------ | ------ | ------- |
| 2013  |        |        |        |        |        |        |        |        |        |        | 14 324 | 20 100 | 34 424  |
| 2014  | 22 740 | 28 996 | 52 995 | 50 216 | 54 049 | 45 771 | 41 333 | 54 391 | 49 421 | 41 741 |        |        | 441 653 |
| Total | Total  | Total  | Total  | Total  | Total  | Total  | Total  | Total  | Total  | Total  | Total  | Total  | 476 077 |